# Decepticons
De Decepticons (ook wel Destrons of Deathtrons genoemd in Japan) zijn een fictief ras van robots die behoren tot de Transformers. De Decepticons zijn een van de bekendste twee groepen uit de Transformers series van speelgoed, comics en tekenfilms. De leider van de Decepticons is in de meeste verhaallijnen Megatron, maar soms ook Galvatron. Ze zijn de vijanden van de Autobots.

## Creatie
De Decepticons zijn net als de andere Transformers afgeleid van de Japanse speelgoedserie Diaclone. Toen het Amerikaanse bedrijf Hasbro deze speelgoedserie importeerde naar Amerika, werd de naam veranderd in Transformers en werden de modellen onderverdeeld in twee groepen. 
De Decepticons worden vaak gekenmerkt door de kleur paars.

## Fictieve geschiedenis

### Generation 1
In de continuïteit van de Generation 1 series, waarin de Transformers door de Quintessons werden gemaakt, kregen de Decepticons hun slechte temperament vanuit het doel waarvoor ze werden gemaakt: om militaire gereedschappen te worden in plaats van consumentenproducten (zoals de Autobots). Hoewel dit in gevechten een voordeel zou moeten zijn, worden de Decepticons in de meeste gevechten verslagen. Net als de Autobots kwamen de Decepticions in deze continuïteit 4 miljoen jaar geleden naar de Aarde in een schip, maar bleven tot aan de jaren 80 van de 20e eeuw in gedeactiveerde toestand.

### Marvel
In de strips van Marvel Comics werd vermeld dat de Decepticons uit de gladiatorputten van Cybertron kwamen en zo hun vijandige karakter kregen. 

### Robots in Disguise
In de serie Transformers: Robots in Disguise waren de Decepticons voor het eerst niet de hoofdvijanden maar slechts een subgroep van de hoofdvijanden. De Predacons waren de voornaamste tegenstanders van de Autobots in deze serie. Om hun aantal te vergroten stal Megatron zes Autobot protoformen, en veranderde ze in kwaadaardige Autobots die in de Engelstalige versie van de serie de naam Decepticons kregen.

## Lijst van bekende Decepticons
| - Astrotrain - Barricade - Blackout - Blastoff - Blitzwing - Bombshell - Bonecrusher - Brawl - Breakdown - Buzzsaw - Cyclonus - Deadend - Devastator (Meerdere Decepticons (Constructicons) samen) - Dirge - Dragstrip - Dreadwien - Frenzy - Galvatron | - Hook - Kickback - Laserbeak - Longhaul - Megatron - Mixmaster - Motormaster - Knock-out - Onslaught - Overkill - Ramjet - Ratbat - Ravage - Reflector - Rumble - Scavenger - Scorpnox - Scourge | - Scrapper - Shockwave - Shrapnel - Skywarp - Slugfest - Soundwave - Starscream - Swindle - Thrust - Thundercracker - Tidal wave - Trypticon - Vortex - Wildrider |